# Splendrillia woodringi
Splendrillia woodringi är en snäckart som först beskrevs av Bartsch 1934.  Splendrillia woodringi ingår i släktet Splendrillia och familjen Drilliidae. Inga underarter finns listade i Catalogue of Life.